# Beaucoup trop pour un seul homme
Pour plus de détails, voir Fiche technique et Distribution.
Beaucoup trop pour un seul homme (titre original italien: L'immorale) est un film franco-italien réalisé par Pietro Germi et sorti en 1967 au festival de Cannes.

## Synopsis
Sergio a une vie compliquée, avec une épouse légitime et deux maîtresses. Harassé, il se confie à un prêtre.

## Fiche technique
- Titre original italien : L'immorale
- Réalisation : Pietro Germi
- Scénario : Carlo Bernari, Pietro Germi, Alfredo Giannetti, Tullio Pinelli
- Production :  Compagnia Cinematografica Montoro, Dear Film Produzione, Les Productions Artistes Associés
- Musique : Carlo Rustichelli
- Lieu de tournage : Rome, Italie
- Format : Noir et blanc — 35 mm — Son : Mono
- Genre : Comédie
- Durée : 100 minutes
- Dates de sortie : 
  - Italie : 17 mars 1967
  - France : mai 1967 (Festival de Cannes[2])
  - France : 10 avril 1968 (sortie nationale)
- Affiche : Jouineau Bourduge (France)

## Distribution
- Ugo Tognazzi (V.F. :  William Sabatier[3]) : Sergio Masini
- Stefania Sandrelli : Marisa Malagugini
- Renée Longarini : Giulia Masini
- Maria Grazia Carmassi : Adele Baistrocchi
- Gigi Ballista : Don Michele
- Sergio Fincato : Calasanti
- Marco Della Giovanna : Riccardo Masini
- Ildebrando Santafe : Caputo
- Riccardo Billi : Filiberto Malagugini
- Carlo Bagno : Mr. Malagugini
- Lina Lagalla : Mrs. Malagugini
- Stefano Chierchiè : Bruno
- Costantino Bramini : Nini
- Cinzia Sperapani : Luisa
- Mimosa Gregoretti : Mita
- Giovanna Lenzi :

## Récompenses et distinctions
- 1967 : Nommé au Festival de Cannes pour la Palme d'Or
- 1968 : Nommé à deux reprises lors des Golden Globes